# Telmaat
In de maattheorie, een deelgebied van de wiskunde, is de telmaat een intuïtieve manier om een maat op te leggen aan een verzameling: de "grootte" van een eindige deelverzameling is het aantal elementen van deze deelverzameling. Van een oneindige deelverzameling is de telmaat ook oneindig. 

## Definitie
Laat {\displaystyle (\Omega ,\Sigma )} een meetbare ruimte zijn met {\displaystyle \Sigma } de sigma-algebra van alle deelverzamelingen van {\displaystyle \Omega }. De functie {\displaystyle \mu } op deze meetbare ruimte, gedefinieerd door:
{\displaystyle \mu (A)={\begin{cases}|A|&{\mbox{voor eindige deelverzamelingen }}A\subset \Omega \\\\\infty &{\mbox{voor oneindige deelverzamelingen }}A\subset \Omega \\\end{cases}}}
heet de telmaat, en is een maat op {\displaystyle (\Omega ,\Sigma )}. 
Daarbij is {\displaystyle |A|} de kardinaliteit van {\displaystyle A}, dus voor eindige deelverzamelingen het aantal elementen.
De telmaat maakt het mogelijk veel uitspraken over {\displaystyle L^{p}}-ruimten, zoals de ongelijkheid van Cauchy-Schwarz, de ongelijkheid van Hölder of de ongelijkheid van Minkowski, om te zetten naar een meer bekende setting. Als {\displaystyle \Omega =\{1,\ldots ,n\}} en {\displaystyle S=(\Omega ,\Sigma ,\mu )} de maatruimte is met telmaat {\displaystyle \mu } op {\displaystyle \Omega }, dan is {\displaystyle L^{p}(S)} gelijk aan {\displaystyle \mathbb {R} ^{n}} (of {\displaystyle \mathbb {C} ^{n}}), met een norm gedefinieerd door
{\displaystyle \|x\|_{p}={\biggl (}\sum _{i=1}^{n}|x_{i}|^{p}{\biggr )}^{1/p}}
voor {\displaystyle x=(x_{1},\ldots ,x_{n})}. Het delen van de telmaat {\displaystyle \mu } door het aantal {\displaystyle n} van elementen in {\displaystyle \Omega } geeft de discrete uniforme verdeling.
Als {\displaystyle \Omega } de verzameling van natuurlijke getallen is en {\displaystyle S} de maatruimte met telmaat op {\displaystyle \Omega }, dan bestaat {\displaystyle L^{p}(S)} uit de rijen {\displaystyle x=(x_{n})} waarvoor geldt
{\displaystyle \|x\|_{p}={\biggl (}\sum _{i=1}^{\infty }|x_{i}|^{p}{\biggr )}^{1/p}<\infty }
Deze zogenaamde Lp-ruimte wordt vaak geschreven als {\displaystyle \ell ^{p}}.
De telmaat op telbare verzamelingen is ook nuttig om stellingen uit Lebesgue-integratie theorie toe te passen op rijen. Voorbeelden zijn onder andere de monotone convergentiestelling, het lemma van Fatou, de gedomineerde convergentiestelling en de stelling van Fubini.